# Neoclytus caprea
Neoclytus caprea es una especie de escarabajo longicornio del género Neoclytus, tribu Clytini, subfamilia Cerambycinae. Fue descrita científicamente por Say en 1824.

## Descripción
Mide 8-18 milímetros de longitud.

## Distribución
Se distribuye por Canadá, México y Estados Unidos.